# Bob Bertemes
Bob Bertemes (Lussemburgo, 24 maggio 1993) è un pesista lussemburghese.

## Palmarès
| Anno | Manifestazione                    | Sede          | Evento           | Risultato      | Prestazione | Note                                     |
| ---- | --------------------------------- | ------------- | ---------------- | -------------- | ----------- | ---------------------------------------- |
| 2011 | Giochi dei piccoli stati d'Europa | Liechtenstein | Getto del peso   | Bronzo         | 16,75 m     |                                          |
| 2012 | Mondiali juniores                 | Barcellona    | Getto del peso   | Finale         | nm          |                                          |
| 2013 | Giochi dei piccoli stati d'Europa | Lussemburgo   | Getto del peso   | Bronzo         | 17,65 m     |                                          |
| 2013 | Europei under 23                  | Tampere       | Getto del peso   | 13º (q)        | 17,94 m     |                                          |
| 2013 | Giochi della Francofonia          | Nizza         | Getto del peso   | 4º             | 18,78 m     |                                          |
| 2015 | Europei indoor                    | Praga         | Getto del peso   | 5º             | 20,48 m     |                                          |
| 2015 | Giochi dei piccoli stati d'Europa | Reykjavík     | Getto del peso   | Oro            | 19,11 m     |                                          |
| 2015 | Europei under 23                  | Tallinn       | Getto del peso   | Argento        | 19,29 m     |                                          |
| 2015 | Mondiali                          | Pechino       | Getto del peso   | 14º (q)        | 19,87 m     | Record nazionale                         |
| 2015 | Mondiali militari                 | Mungyeong     | Getto del peso   | Argento        | 19,60 m     |                                          |
| 2016 | Mondiali indoor                   | Portland      | Getto del peso   | 15º            | 19,48 m     | Miglior prestazione personale stagionale |
| 2016 | Europei                           | Amsterdam     | Getto del peso   | 17º (q)        | 19,39 m     |                                          |
| 2017 | Europei indoor                    | Belgrado      | Getto del peso   | 16º (q)        | 19,47 m     |                                          |
| 2017 | Giochi dei piccoli stati d'Europa | Serravalle    | Getto del peso   | Oro            | 19,33 m     |                                          |
| 2017 | Giochi della Francofonia          | Abidjan       | Getto del peso   | Oro            | 19,99 m     |                                          |
| 2017 | Mondiali                          | Londra        | Getto del peso   | 31º (q)        | 19,10 m     |                                          |
| 2018 | Europei                           | Berlino       | Getto del peso   | 6º             | 21,00 m     | Record nazionale                         |
| 2019 | Europei indoor                    | Glasgow       | Getto del peso   | 5º             | 20,70 m     |                                          |
| 2019 | Mondiali                          | Doha          | Getto del peso   | 26º (q)        | 19,89 m     |                                          |
| 2021 | Europei indoor                    | Toruń         | Getto del peso   | 9º (q)         | 20,16 m     |                                          |
| 2021 | Giochi olimpici                   | Tokyo         | Getto del peso   | 21º (q)        | 20,16 m     |                                          |
| 2022 | Mondiali indoor                   | Belgrado      | Getto del peso   | 13º            | 20,10 m     |                                          |
| 2022 | Europei                           | Monaco        | Getto del peso   | 14º (q)        | 19,77 m     |                                          |
| 2023 | Europei indoor                    | Istanbul      | Getto del peso   | 5º             | 21,00 m     |                                          |
| 2023 | Giochi dei piccoli stati d'Europa | Marsa         | Lancio del disco | Argento        | 59,16 m     |                                          |
| 2023 | Giochi dei piccoli stati d'Europa | Marsa         | Getto del peso   | Oro            | 20,51 m     |                                          |
| 2023 | Mondiali                          | Budapest      | Getto del peso   | Qualificazione | nm          |                                          |
| 2024 | Mondiali indoor                   | Glasgow       | Getto del peso   | 12º            | 20,30 m     |                                          |
| 2024 | Europei                           | Roma          | Getto del peso   | 6º             | 20,86 m     |                                          |
| 2024 | Giochi olimpici                   | Parigi        | Getto del peso   | 17º (q)        | 20,27 m     |                                          |